# Йонсбах
Йонсбах (нем. Johnsbach) — коммуна (нем. Gemeinde) в Австрии, в федеральной земле Штирия. 
Входит в состав округа Лицен.  Население составляет 154 человека (на 31 декабря 2005 года). Занимает площадь 97,71 км². Официальный код  —  61219.

## Политическая ситуация
Бургомистр коммуны — Лудвиг Вольф (АНП) по результатам выборов 2005 года.
Совет представителей коммуны (нем. Gemeinderat) состоит из 9 мест.
- АНП занимает 5 мест.
- СДПА занимает 2 места.
- независимые: 2 места.